# خانه‌برق قدیم
خانه‌برق قدیم یکی از روستاهای استان آذربایجان شرقی است که در دهستان بناجوی غربی بخش مرکزی شهرستان بناب واقع شده‌است.این روستا ۱۳۰۹ نفر جمعیت دارد.